# Luis Taraveira
Luis Janota Pires Lima Taraveira (sinh ngày 17 tháng 2 năm 1985), là một cầu thủ bóng đá người São Tomé và Príncipe thi đấu ở vị trí hậu vệ. Hiện tại anh thi đấu cho Sporting Praia Cruz có trụ sở ở thành phố São Tomé kể từ năm 2013.